# 청송군립진보공공도서관
청송군립진보공공도서관은 경상북도 청송군 진보면 각산리 소재의 도서관이다.

## 연혁
- 2006.06.14: 도서관 본관 착공
- 2008.11.27: 도서관 준공
- 2009.04.28: 개관

## 시설현황
- 3F: 일반열람실, 세미나실, 옥상쉼터
- 2F: 서고, 종합자료실
- 1F: 모자열람사,실 디지,털자료실
- 지하1F: 창고, 기계실, 전기실, 발전기실 휴 실지하1F: 창고, 기계실, 전기실, 발전기실

## 이용 안내
이용시간
- 종합자료실, 디지털자료실, 아동열람실: 평일 09:00 ~18:00 / 토,일 09:00~17:00
- 열람실: 매일 09:00 ~ 22:00

휴관일
- 매주 월요일
- 국가지정 공휴일
- 특별한 사유로 도서관장이 지정한 날